# Aeterni Patris Filius

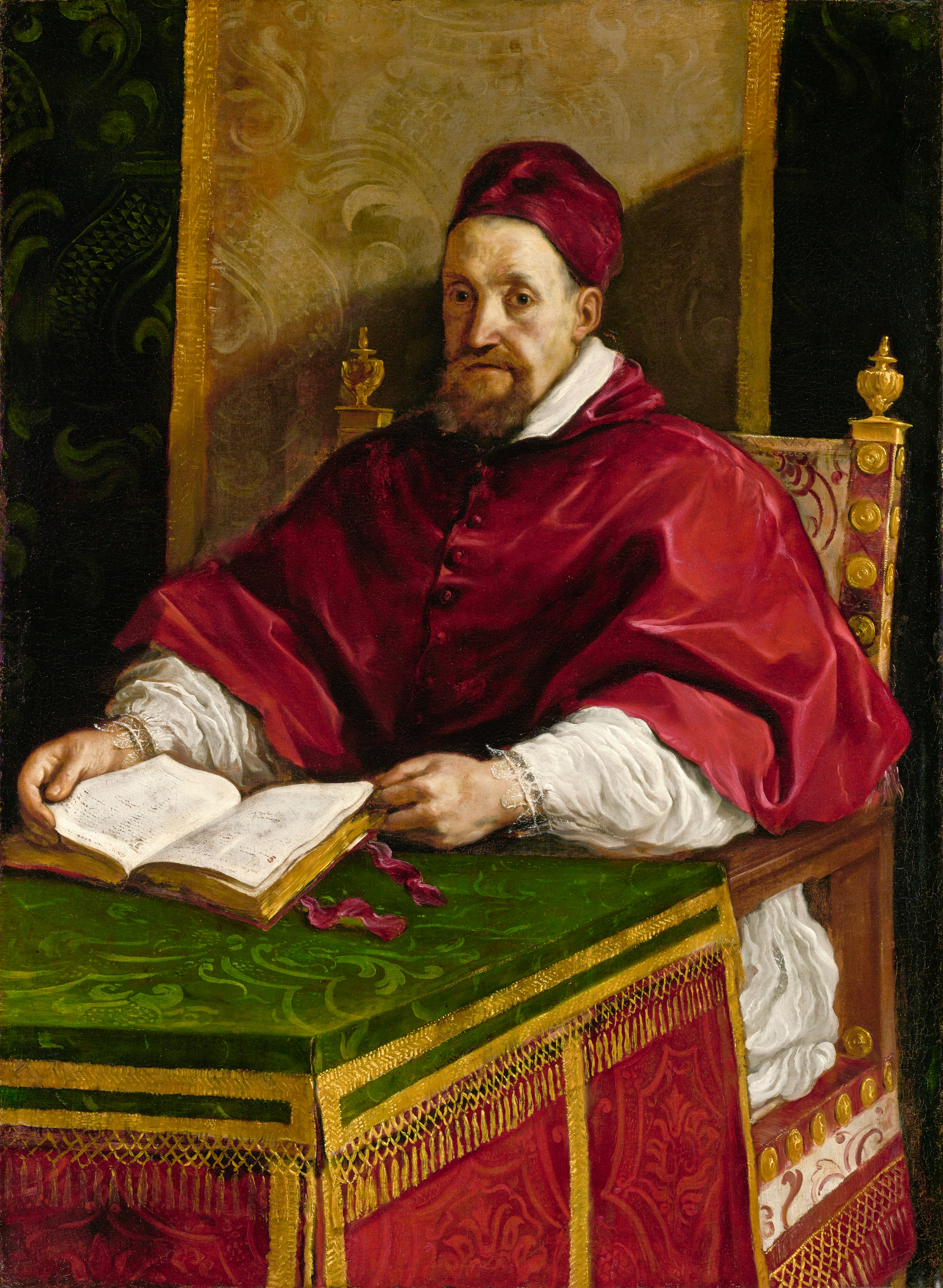
Gregor XV.

Wappen von Papst Gregor XV. (moderne Nachzeichnung)

Aeterni Patris Filius (deutsch: Der Sohn des ewigen Vaters) ist eine Bulle von Papst Gregor XV. Sie wurde am 15. November 1621 verkündet und regelte die Papstwahl. Zusammen mit der Bulle Decet Romanum Pontificem von 1622 bildete sie bis ins 20. Jahrhundert die kanonische Grundlage für die Papstwahl. Die Bulle beinhaltete zahlreiche Reformen des Papstwahlsystems, schuf strukturierte Regeln und versuchte, den Einfluss organisierter Fraktionen innerhalb des Kardinalskollegiums während des Konklaves sowie den Einfluss weltlicher Monarchen auf die Papstwahl zu verringern. Sie legte allgemeine Regeln für den Konklave-Ablauf fest, während die spätere Bulle Decet Romanum Pontificem die zeremoniellen Aspekte der Papstwahl behandelte.

## Vorgeschichte
Eine Reform des Konklaves war ein Thema, dass die meisten Päpste seit Julius II. (1503–1513) beschäftigt. Die meisten Päpste starben aber, bevor sie Bullen für eine Reform des Konklaves erließen. Zeitgenössische Quellen stellen Aeterni Patris Filius als Höhepunkt der Reformen dar, die Julius II. mit seiner Konstitution Cum tam divino im Jahr 1505 begannen und von anderen Päpsten fortgeführt wurden. Neuere Forschungen stellen jedoch die Frage, ob zwischen den verschiedenen Konklavereformbemühungen eine vollständige Kontinuität besteht.
Gregor bemühte sich um breite Beteiligung an den Reformen und hörte sich die Argumente von Robert Bellarmin und Federico Borromeo an, die sich für die Abschaffung der Wahl durch Akklamation einsetzten, da diese es unmöglich machte, die Anzahl der abgegebenen Stimmen festzustellen und das Wahlgeheimnis zu wahren. Weitere, radikalere Reformen wurden vorgeschlagen, darunter ein Plan, bei dem das Konklave vor dem Leichnam des verstorbenen Papstes stattfinden sollte und bei dem in weiteren Wahlgängen nur über die sechs Kandidaten abgestimmt werden sollte, die in der ersten Runde die meisten Stimmen erhielten. Jeden Tag sollte ein weiterer Kandidat gestrichen werden, bis ein Papst gewählt war. Obwohl dieser Plan den Vorteil hatte, dass ein Papst nach einer Woche gewählt sein würde, verwarf Gregor ihn letztlich als zu radikal.

## Reform
Gregor XV. führte die Regel ein, dass der zukünftige Papst zwei Drittel der Stimmen in einer geheimen Abstimmung erhalten müsste. Er legte fest, dass die Wahl durch Stimmzettel, Abstimmung, Annäherung oder Kompromiss erfolgen soll. Diese Reform schränkte die Macht der Führer einzelner Fraktionen im Konklave ein und verärgerte viele katholische Monarchen.
Gregor schaffte die Wahl durch Akklamation zwar nicht ab, wie Bellarmin und Borromäus es forderten, machte sie aber ohne vorherige geheime Abstimmung unmöglich. Die in der Bulle festgelegten Regeln sahen eine schriftliche, geheime Wahl vor. Der lege den noch heute gültigen Eid: „Ich rufe Christus, der mein Richter sein wird, zum Zeugen an, dass ich den gewählt habe, von dem ich glaube, dass er nach Gottes Willen gewählt werden sollte.“ Auf dem Stimmzettel war die Aufschrift „Ich wähle zum Papst meinen Herrn Kardinal...“. Diese Eide sollten verhindern, dass Kardinäle für ihre Freunde stimmten oder Scherzstimmen abgaben. Im Gegensatz zum Wortlaut auf dem Stimmzettel verbot Aeterni Patris Filius den Wählern ausdrücklich nicht, für Nichtmitglieder des Kollegiums zu stimmen.
Er verpflichtet die Kardinäle zur Geheimhaltung. Außerdem legte er die Sixtinische Kapelle als Wahlort fest. Auch das Fresko des jüngsten Gericht sollte den Kardinälen vor Augen führen, vor wem sie ihre Wahl verantworten werden.

## Wirkung
Diese Reformen bildeten zusammen mit Gregors Bulle Decet Romanum Pontificem aus dem Jahr 1622 die Grundlage der Papstwahlen bis ins 20. Jahrhundert, als alle Päpste außer Benedikt XV. und Johannes Paul I. Änderungen an den Regeln für die Papstwahlen vornahmen.